# Thérouldeville
Thérouldeville település Franciaországban, Seine-Maritime megyében. Lakosainak száma 672 fő (2022. január 1.). Thérouldeville Angerville-la-Martel, Theuville-aux-Maillots és Valmont községekkel határos.

## Népesség
A település népessége az elmúlt években az alábbi módon változott:
| Lakosok száma | 665  | 667  | 668  | 664  | 664  | 669  | 666  | 669  | 672  |
|               | 2013 | 2015 | 2016 | 2017 | 2018 | 2019 | 2020 | 2021 | 2022 |